# Ryosuke Kawano
Ryosuke Kawano (河野 諒祐 Kawano Ryosuke?), född 24 december 1994 i Kanagawa prefektur, är en japansk fotbollsspelare.
Kawano började sin karriär 2013 i Shonan Bellmare. Efter Shonan Bellmare spelade han för Fukushima United FC, Verspah Oita, YSCC Yokohama och Mito HollyHock.